# Ligne de Quai-d'Orsay à Paris-Austerlitz
La ligne de Quai-d'Orsay à Paris-Austerlitz est une ligne ferroviaire qui relie la gare du Musée d'Orsay (anciennement Quai-d'Orsay) à celle de Paris-Austerlitz. Ouverte en 1900 pour l'Exposition universelle, elle était empruntée par les trains à destinations d'Orléans et du Sud-Ouest jusqu'à ce que le nouveau terminus des trains soit reporté à la gare d'Austerlitz en 1939. Elle est aujourd'hui empruntée par les trains de la ligne C du RER d'Île-de-France (RER C). La ligne longe la Seine et est en tranchée (tranchée couverte ou tranchée découverte) sur tout son parcours.
Elle constitue la ligne 984 000 du réseau ferré national.
Un programme de travaux nommé « Travaux Castor » est en cours pour moderniser le tronçon central de la ligne C, empruntée par cette ligne.

## Histoire
Cette ligne a été déclarée d'utilité publique et concédée à la Compagnie du chemin de fer de Paris à Orléans (PO) par la loi du 29 novembre 1897. Elle a été mise en service le 28 mai 1900.
À l'origine, la ligne coupait la gare d'Austerlitz en deux parties : les départs et les arrivées. C'est pourquoi une gare de banlieue souterraine a été construite vers 1963 pour mettre fin à cette situation.

## Infrastructure

### Électrification
Dès sa mise en service, en 1900, la ligne était électrifiée en 850 volts continu avec une alimentation par troisième rail (deuxième ligne électrifiée de France). Ces installations ont été déposées à partir de juin 1927 date à laquelle l'électrification par une ligne aérienne rigide, alimentée en 1 500 volts, a été mise en service.

## Exploitation
Vitesses limites de la ligne en 2012 pour les automotrices en sens impair (certaines catégories de trains, comme les trains de marchandises, possèdent des limites plus faibles) :
| De                        | À                         | Limite (en km/h) |
| ------------------------- | ------------------------- | ---------------- |
| Musée d'Orsay             | Saint-Michel - Notre-Dame | 50               |
| Saint-Michel - Notre-Dame | Paris-Austerlitz-Banlieue | 60               |